# Maria Gerhardt
Maria Gerhardt (født 25. januar 1978 i København, død 16. marts 2017) var en dansk forfatter og dj (under navnet Djuna Barnes), der blev kaldt trendsættende, et lesbisk ikon og "Nattens Dronning".
I 2011 deltog hun i X-Factor som meddommer til Thomas Blachman. Djuna Barnes var med til at grundlægge magasinet Københavner som udkom første gang samme år.
I 2014 udgav hun under sit borgerlige navn bogen Der bor Hollywoodstjerner på vejen. Bogen er en personlig beretning om at blive ramt af brystkræft, når livet er på det højeste.
I 2015 udkom digtsamlingen Amagermesteren, for hvilken hun modtog Politikens Litteraturpris. Få dage inden hendes død udkom hendes sidste bog, Transfervindue.